# DO-160
Le document RTCA DO-160 « Environmental Conditions and test Procedures for Airborne Equipment » a été préparée par le Comité Spécial 135 (SC – 135) et approuvée par le comité de gestion des programmes RTCA. Il est actuellement sous la version G, qui a été édité le 8 décembre 2010.
Celui-ci a pour but de définir une série d’environnements de test et de procédures de tests pour les équipements embarqués dans l'aéronef. Les environnements et les procédures appliquées à un équipement dépendent de la catégorie définie dans ces documents, selon le type d’aéronef, ses conditions d’utilisation et l’installation de l’équipement dans l’aéronef.
Ce document est aussi référencé sous la dénomination EUROCAE ED-14. En effet l'EUROCAE et la RTCA ont travaillé en commun pour aboutir à cette version. Pour l'EUROCAE, c'est le groupe de travail "Working Group 14" (WG-14) qui a travaillé de concert avec SC-135. L'EUROCAE ED-14G est lui daté de mai 2011. A noter que les autorités de certification ainsi que des représentants de l'industrie aéronautique constituent ces 2 comités respectifs.
Le respect des procédures de test et des conditions d’environnement peut être exigé aussi bien pour les aéronefs en Europe qu’aux États-Unis, mais aussi dans les autres états (Canada, Brésil, Chine ...), à ce titre donc ces documents deviennent des normes internationalement reconnues.
Ces documents sont uniquement disponibles en langue anglaise (US) et complétés d'un "ERRATA" (RTCA Paper No. 126-16/SC135-707 daté du 13 avril 2016), et d'un "CHANGE 1" (daté de janvier 2015 pour le document ED-14) à prendre en compte en plus de la lecture du document principal.
Cet unique Change remplace toutes les annexes originales de ces documents (à ne plus donc considérer car obsolètes), par un guide de l'utilisateur RTCA DO-357 / EUROCAE ED-234 "USER GUIDE - SUPPLEMENT TO ED-14G" (bien sûr aussi daté de janvier 2015 pour le document ED-234), et sans aucun autre impact dans le texte des documents originaux.
Pour les prochaines évolutions de ces documents :
- RTCA DO-160 / EUROCAE ED-14, la version H, est annoncée pour 2026 ;
- RTCA DO-357 / EUROCAE ED-234, la version A, est annoncée pour 2028.

Notes : "DO" signifie "Directive Order", tandis que "ED" vaut pour "EUROCAE Document".

## Sections
Vingt-six sections constituent les documents DO-160G / ED-14G, les deux premières sont générales et précisent le but, les définitions et des généralités. La troisième précise les conditions générales de test. Les suivantes définissent chacune, pour un type de test, les environnements, la catégorisation qui permet de déterminer l’environnement applicable et les procédures de test correspondantes.
- Section 1 : Objet et Applicabilité
- Section 2 : Définitions et Généralités
- Section 3 : Conditions des tests
- Section 4 : Température et Altitude
- Section 5 : Variations de température
- Section 6 : Humidité
- Section 7 : Chocs en fonctionnement normal et sécurité en crash
- Section 8 : Vibrations
- Section 9 : Atmosphère explosive
- Section 10 : Étanchéité
- Section 11 : Sensibilité aux fluides
- Section 12 : Poussière et sable
- Section 13 : Résistance à la moisissure
- Section 14 : Brouillard salin
- Section 15 : Effets du champ magnétique
- Section 16 : Alimentation
- Section 17 : Transitoires de tension
- Section 18 : Sensibilité aux fréquences audio conduites par l’alimentation
- Section 19 : Sensibilité aux signaux induits
- Section 20 : Sensibilité aux radios fréquences (rayonnées et conduites)
- Section 21 : Émission d’énergie en radio fréquence
- Section 22 : Sensibilité aux transitoires induits par la foudre
- Section 23 : Effets directs de la foudre
- Section 24 : Glace
- Section 25 : Décharges électrostatiques
- Section 26 : Feu, inflammabilité

## Pour approfondir
- Site RTCA
- Site EUROCAE
- Site d'une entreprise spécialisée dans la CEM DO160
- Site d'une seconde entreprise spécialisée dans les tests correspondant à la DO-160